# Kenneth Omeruo
Kenneth Omeruo, né le 17 octobre 1993 à Kaduna, est un footballeur international nigérian qui évolue au poste de défenseur central au Kasımpaşa SK.

## Biographie

### En club
Kenneth Omeruo commence le football dans le club nigérian de Jos University Teaching Hospital FC. Il est ensuite transféré au Standard de Liège, en Belgique, lors du mercato estival 2011.
Le 31 août 2016 il est prêté à Alanyaspor.

### En équipe nationale
En 2009, Kenneth participe à la Coupe du monde des moins de 17 ans au Nigeria, il y dispute sept matchs et inscrit un but contre l'Allemagne dès la phase de groupe. Mais le Nigeria bute sur la Suisse en finale à domicile.
En 2011, Kenneth Omeruo participe à la Coupe du monde des moins de 20 ans en Colombie.
En 2013, il participe à la Coupe d'Afrique des nations 2013 en tant que titulaire dans la défense centrale, associé à Godfrey Oboabona. Le Nigeria remporte le tournoi. La même année, il est sélectionné pour participer à la Coupe des Confédérations 2013. 
Il participe également à la Coupe du monde 2014 au Brésil, le Nigeria atteindra les huitièmes de finale, éliminé par la France. 
Le 3 juin 2018, Kenneth Omeruo est retenu dans la liste des 23 Super Eagles pour disputer la Coupe du monde 2018 en Russie. Deux ans plus tard, il est convoqué pour disputer la Coupe d'Afrique des nations 2019. Le nigérian dispute également la Coupe d'Afrique des nations 2021.
Le 29 décembre 2023, il est retenu dans la liste des vingt-cinq joueurs nigérians sélectionnés par José Peseiro pour disputer la Coupe d'Afrique des nations 2023.

## Statistiques
| Saison                | Club                    | Championnat           | Championnat | Championnat | Coupe nationale | Coupe nationale | Coupe de la Ligue | Coupe de la Ligue | Total | Total |
| Saison                | Club                    | Division              | M.          | B.          | M.              | B.              | M.                | B.                | M.    | B.    |
| 2011-2012             | ADO La Haye (prêt)      | Eredivisie            | 9           | 0           | -               | -               | -                 | -                 | 9     | 0     |
| 2012-2013             | ADO La Haye (prêt)      | Eredivisie            | 27          | 2           | 2               | 0               | -                 | -                 | 29    | 2     |
| 2013-2014             | Middlesbrough FC (prêt) | Championship          | 14          | 0           | -               | -               | -                 | -                 | 14    | 0     |
| 2014-2015             | Middlesbrough FC (prêt) | Championship          | 19          | 0           | 2               | 0               | 1                 | 0                 | 22    | 0     |
| 2015-2016             | Kasımpaşa SK (prêt)     | Süper Lig             | 25          | 0           | 1               | 0               | -                 | -                 | 26    | 0     |
| 2016-2017             | Alanyaspor (prêt)       | Süper Lig             | 26          | 1           | -               | -               | -                 | -                 | 26    | 1     |
| 2017-2018             | Kasımpaşa SK (prêt)     | Süper Lig             | 28          | 1           | -               | -               | -                 | -                 | 28    | 1     |
| 2018-2019             | CD Leganés (prêt)       | La Liga               | 28          | 0           | 3               | 0               | -                 | -                 | 31    | 0     |
| 2019-2020             | CD Leganés              | La Liga               | 23          | 1           | -               | -               | -                 | -                 | 23    | 1     |
| 2020-2021             | CD Leganés              | La Liga 2             | 24          | 1           | 4               | 0               | -                 | -                 | 28    | 1     |
| 2021-2022             | CD Leganés              | La Liga 2             | 17          | 2           | 2               | 0               | -                 | -                 | 19    | 2     |
| 2022-2023             | CD Leganés              | La Liga 2             | 13          | 1           | 0               | 0               | -                 | -                 | 13    | 1     |
| Total sur la carrière | Total sur la carrière   | Total sur la carrière | 253         | 9           | 14              | 0               | 1                 | 0                 | 268   | 9     |

## Palmarès

### En sélection
- Nigeria
  - Vainqueur de la Coupe d'Afrique des nations en 2013.
- Nigeria -17 ans
  - Finaliste de la Coupe du monde des moins de 17 ans en 2009.